# باشگاه فوتبال آلسیجر تاون
باشگاه فوتبال آلسیجر تاون (به انگلیسی: Alsager Town Football Club) یک باشگاه فوتبال در شهر آلسیجر، کشور انگلستان است که در سال ۱۹۶۵ میلادی تأسیس شده‌است.